# Bandera de Lanzarote
La bandera de la isla de Lanzarote (Islas Canarias, España) se presenta dividida diagonalmente en dos triángulos rectángulos, de color rojo el unido al asta y azul el que corresponde al batiente. En el centro, el escudo insular.
Si bien, en realidad esta enseña no está aprobada oficialmente por el Gobierno de Canarias, es sin embargo, la que usualmente se utiliza para representar a Lanzarote tanto en actos oficiales, como tradicionales y populares. En realidad, se trata de la misma bandera que la de la capital insular, Arrecife, si bien para representar a Lanzarote se utiliza una tonalidad de azul más oscuro.